# Vrbatova bouda

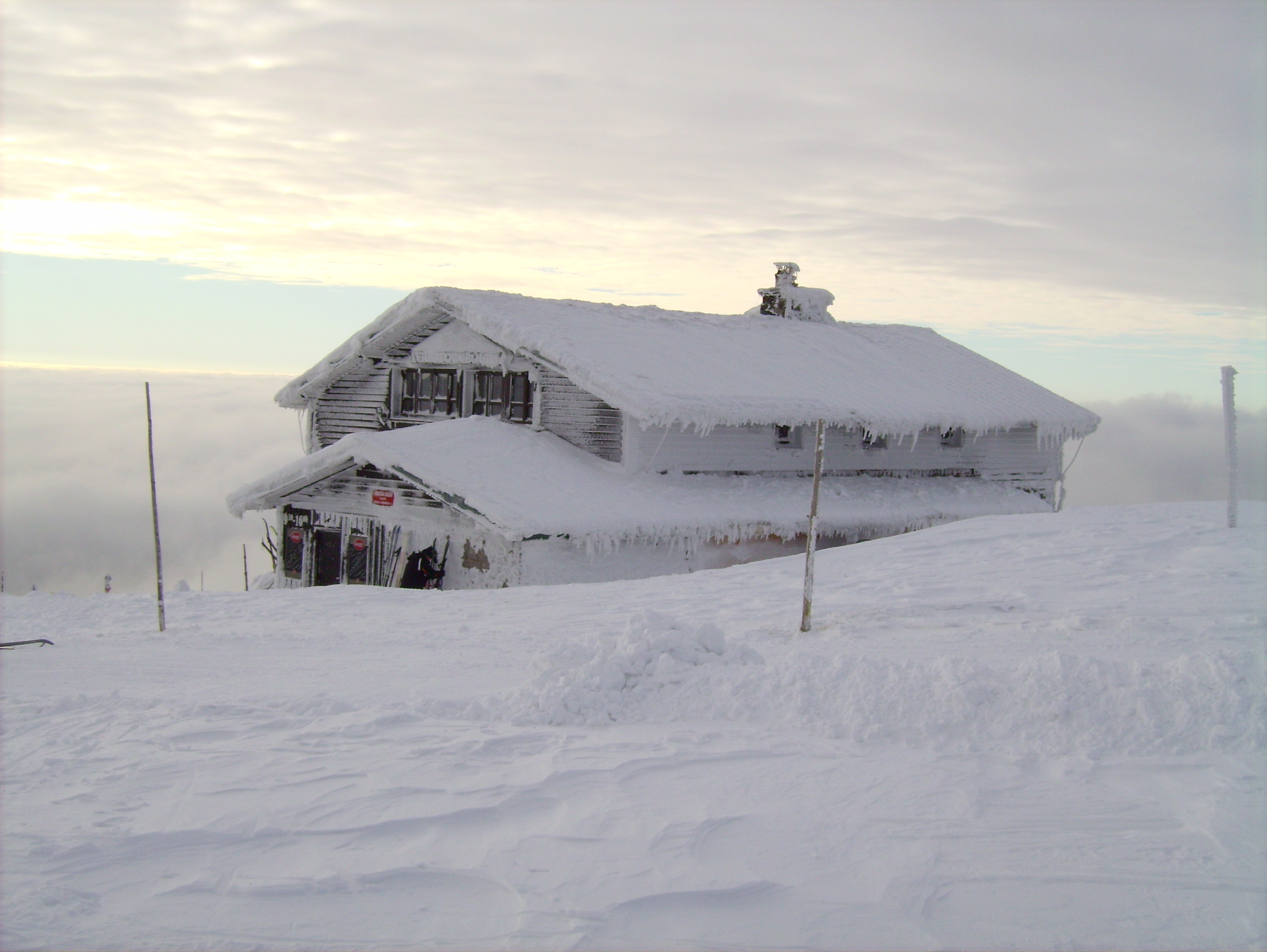
Vrbatowa bouda zimą (2008)

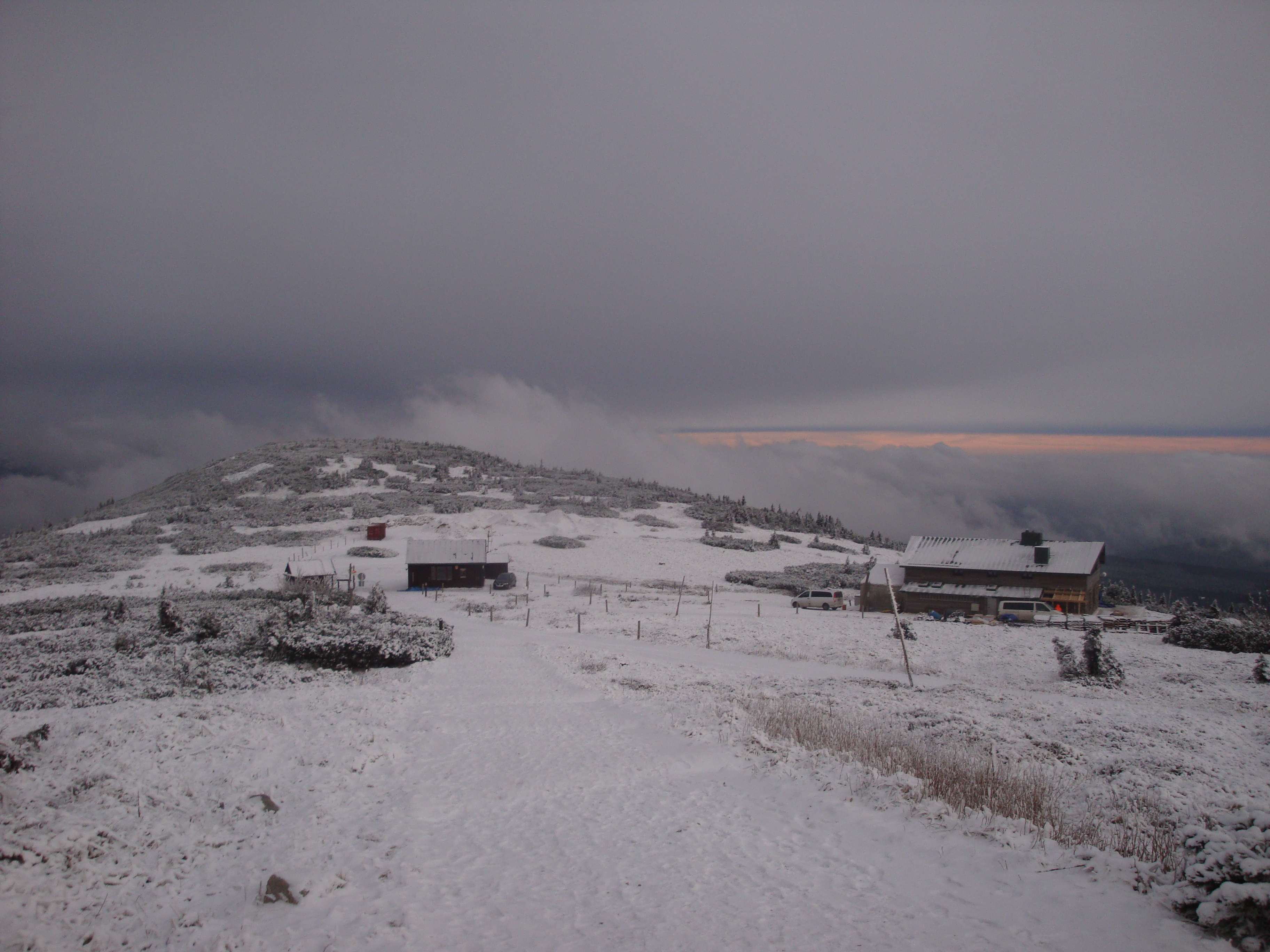
Vrbatowa bouda (po prawej) - widok ze zboczy Harrachovy kameny

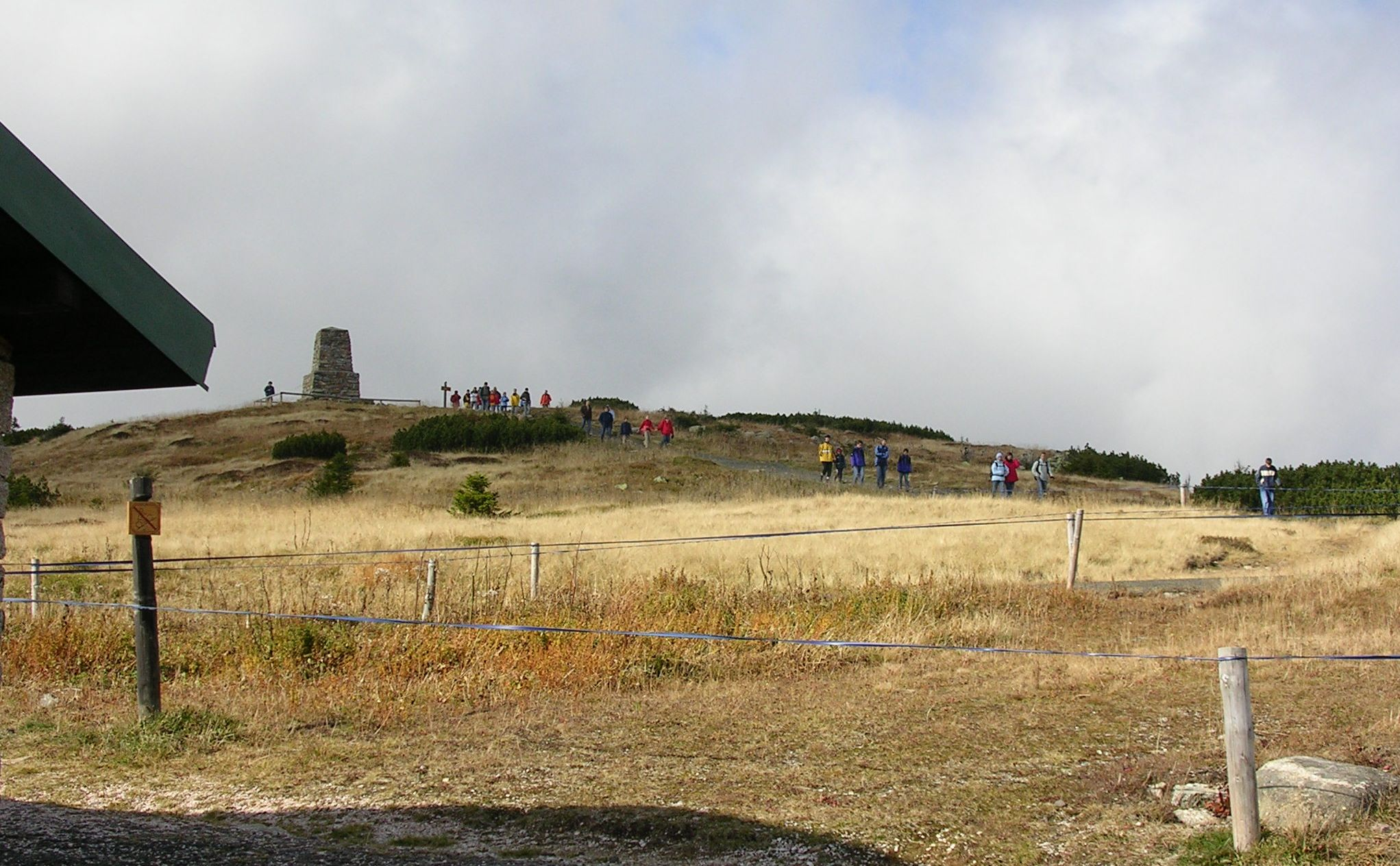
Obelisk Václava Vrbaty i Bohumila Hanča - widok od strony Vrbatovej boudy

Vrbatova bouda – czeski obiekt turystyczny (schronisko turystyczne), położone w Karkonoszach na wys. 1400 m n.p.m. na siodle pomiędzy szczytami: Zlaté návrší (1411 m n.p.m.) a Harrachovy kameny (1421 m n.p.m.). Budynek znajduje się w granicach administracyjnych gminy Vítkovice.

## Historia i otoczenie
Obiekt powstał w 1964 roku. Jego nazwa upamiętnia czeskiego narciarza Václava Vrbatę, który zginął tragicznie (zamarzł) podczas biegu narciarskiego na 50 km., który odbywał się w tym rejonie 24 marca 1913 roku. Podczas tego samego biegu zmarł również jego przyjaciel - Bohumil Hanč. Pamięć obu biegaczy uczczono, tworząc w 1925 roku na zboczach szczytu Harrachovy kameny pamiątkowy obelisk.
Vrbatowa bouda nie jest pierwszym obiektem turystycznym w tym rejonie. Od 1938 roku istniał tu zespół budynków pod wspólną nazwą Jestřábí boudy, działający do lat 70. XX wieku. Dwa z tych obiektów spłonęły, a pozostałe rozebrano z powodu braku konserwacji i modernizacji. Ponadto w latach 1936-1938 istniał projekt wybudowania tu hotelu Švehlova chata, ostatecznie zarzucony po anschlussie Austrii przez III Rzeszę.
Pomimo określania Vrbatovej boudy jako "schronisko turystyczne" obiekt nie udziela noclegów, funkcjonując wyłącznie jako restauracja.

## Dojazd i szlaki turystyczne
Do Vrbatovej boudy można dojechać drogą asfaltową z miejscowości Horní Mísečky, stanowiącą końcowy odcinek Drogi górskiej im. Masaryka (Masarykova horská silnice). Dojazd ten odbywa się wyłącznie kursującymi w lecie autobusami - brak jest możliwości dojazdu samochodami prywatnymi. Obok obiektu znajduje się najwyżej położony w Czechach przystanek komunikacji publicznej. 
- Szpindlerowy Młyn - Horní Mísečky - Medwiedin - Vrbatova bouda - Labská bouda
- Třídomí (droga nr 286) - Horní Mísečky - Vrbatova bouda (dojście  )  - Łabska Łąka - źródła Łaby - granica z Polską (dojście do  Głównego Szlaku Sudeckiego).
- łącznikowy do   z Rokytnicy nad Jizerou (Frantíškov) przez schronisko Dvoračky na Panczawską Łąkę (węzeł szlaków)